# 양청우

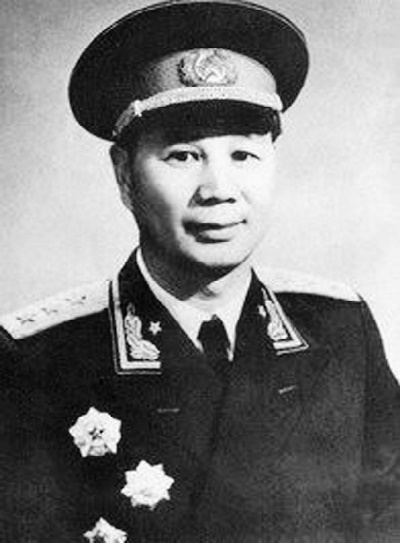

양청우(杨成武; 楊成武; 1914년 10월 27일 – 2004년 2월 14일)는 중국 공산당의 혁명가이자 인민해방군의 장군이었다. 그는 1954-1965년과 1974-1980년에 인민해방군 총참모부 차장을 역임했다. 1966년에 참모총장 대행으로 임명되었다.
양청우는 1914년 10월 8일 중국 복건성 창팅현에서 태어났다. 그는 2004년 2월 14일 베이징에서 90세의 나이로 사망했다.